# Diglyphomorphomyia metanotalia
Diglyphomorphomyia metanotalia är en stekelart som beskrevs av Zhu och Huang 2003. Diglyphomorphomyia metanotalia ingår i släktet Diglyphomorphomyia och familjen finglanssteklar.
Artens utbredningsområde är Taiwan. Inga underarter finns listade i Catalogue of Life.